# BMW 327

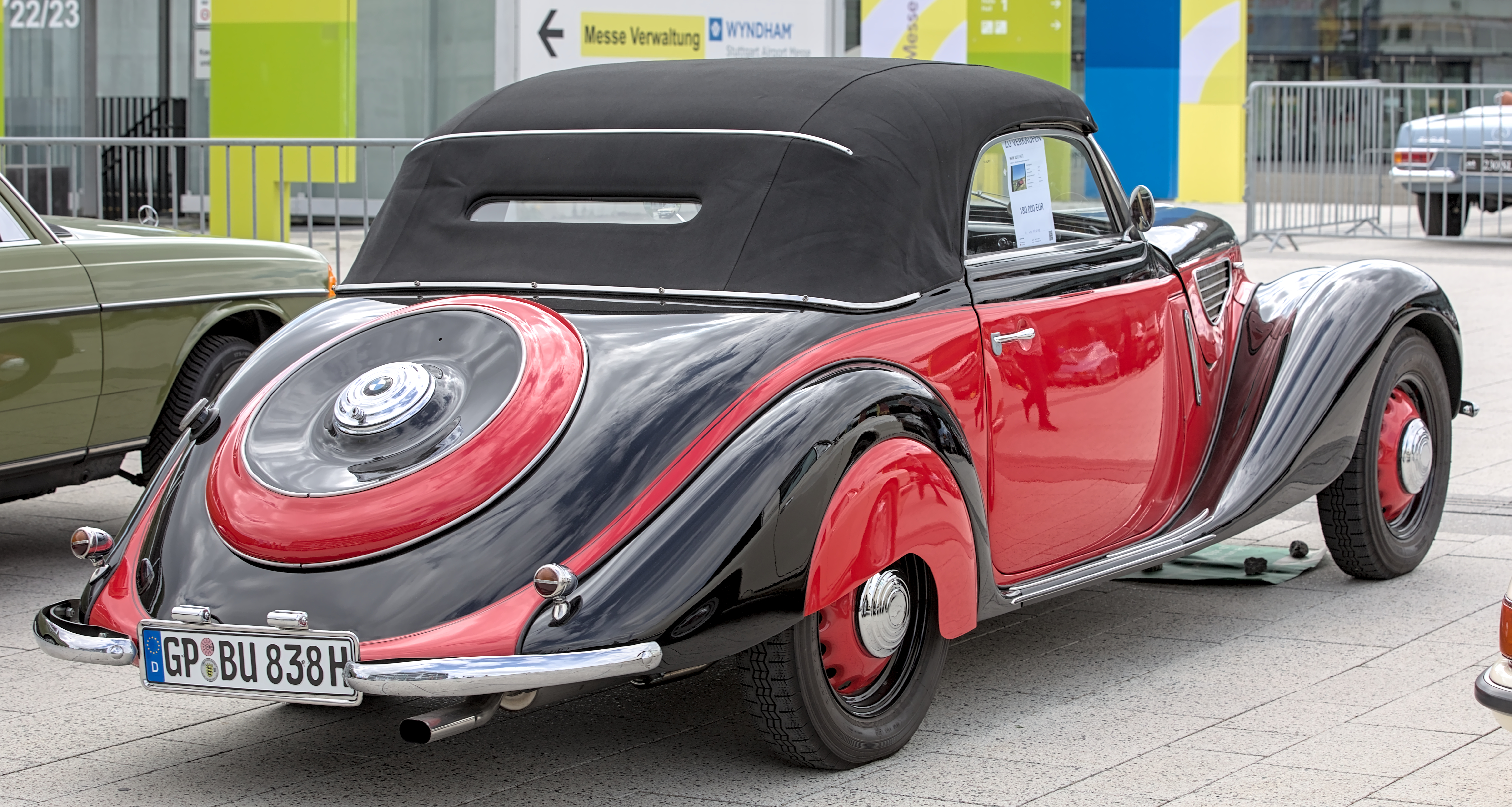
BMW 327 Cabriolet

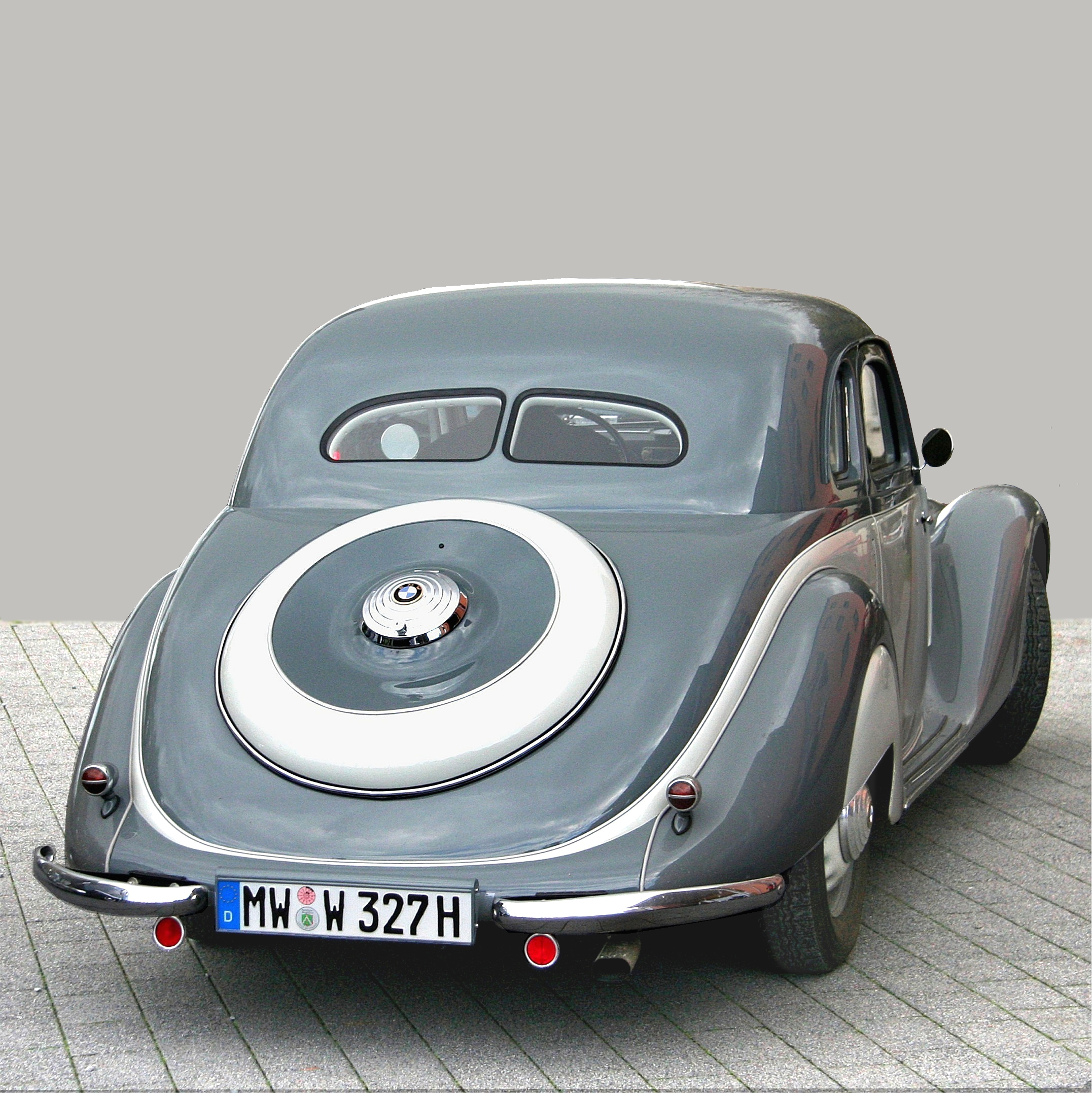
Abgedecktes Reserverad des BMW 327

Der BMW 327 ist ein Tourensportwagen, den die Bayerischen Motoren Werke von 1937 bis 1941 in ihrer Zweigniederlassung Eisenach bauten. Die Karosserien lieferte der Berliner Hersteller Ambi-Budd. Während der vierjährigen Produktionszeit wurden 1606 Cabriolets und 265 Coupés hergestellt.

## Fahrwerk und Karosserie
Der Wagen hat den gleichen, jedoch verkürzten Kastenrahmen wie die Limousine BMW 326. Die Vorderräder sind an oberen Querlenkern und einer unteren Querblattfeder aufgehängt. Hinten hat der BMW 327 eine Starrachse an zwei Längsblattfedern. Die Fußbremse wirkt hydraulisch auf alle vier Räder, die Handbremse mit Seilzug auf die Hinterräder.
Die Gelenke der Achsen werden über eine Zentralschmieranlage mit 4,75 mm dicken Leitungen geschmiert, die der Fahrer etwa alle 30 km bei Nässe und 50 km bei Trockenheit während der Fahrt mit einem Fußhebel im Innenraum zu betätigen hat. Die damals üblichen Schmiernippel gibt es nicht.
Als Karosserievarianten wurden ab 1937 ein zweitüriges 2+2-sitziges Cabriolet und ab 1938 ein entsprechendes Coupé angeboten, alle in der damals zeitgemäßen Stromlinienform. Um der Frontscheibe eine leichte Keilform zu geben, ist sie in der Mitte durch einen Steg geteilt. Auch das Heckfenster des Coupés ist zweiteilig. Das von außen zugängliche Reserverad liegt verdeckt im Heck. Ein kleiner Kofferraum, unter dem sich der Kraftstofftank befindet, ist nur von innen zu erreichen. Die Türen des Cabriolets sind vorn, die des Coupés hinten angeschlagen.
Hergestellt wurden die Karosserien in der damals gebräuchlichen Gemischtbauweise, das heißt, ein auf den Rahmen aufgesetztes Holzgerüst trägt die Blechaußenhaut.

## Motor und Getriebe
Der längs hinter der Vorderachse eingebaute 6-Zylinder-Reihenmotor mit einem Hubraum von 1971 cm³ stimmt im Wesentlichen mit dem Motor des BMW 326 überein. Er hat eine über Duplexkette angetriebene seitliche Nockenwelle, hängende Ventile und zwei Solex-Flachstromvergaser. Durch eine höhere Verdichtung (1 : 6,3 statt 1 : 6) und eine von 3750 min−1 auf 4500 min−1 angehobene Drehzahl leistet er allerdings 55 (40 kW) statt 50 PS (37 kW).
In der sportlicheren Version BMW 327/28 mit dem Dreivergasermotor des BMW 328 werden 80 PS (59 kW) erreicht. Äußerlich ist diese stärkere Variante nur an den Rädern mit Zentralverschluss-Flügelmutter und einem geänderten Tachometer zu erkennen.
Eine Einscheibentrockenkupplung und das Getriebe liegen hinter dem Motor, von wo die Kraft über eine Kardanwelle an die Hinterräder gelangt. Das Getriebe hat vier Vorwärtsgänge und einen Rückwärtsgang. Synchronisiert sind bei dem anfänglichen Hurth-Getriebe nur der dritte und vierte Gang; der erste und zweite Gang haben einen Freilauf. Das spätere ZF-Getriebe ist vollsynchronisiert. Der Schalthebel liegt in Wagenmitte.

## Technische Daten
| Modellvariante        | 327 Cabriolet                  | 327 Coupé                      | 327/28 Cabriolet               | 327/28 Coupé                   |
| --------------------- | ------------------------------ | ------------------------------ | ------------------------------ | ------------------------------ |
| Bauzeit               | 1937–1941                      | 1937–1941                      | 1938–1940                      | 1938–1940                      |
| Motor                 | Reihen-Sechszylinder, Viertakt | Reihen-Sechszylinder, Viertakt | Reihen-Sechszylinder, Viertakt | Reihen-Sechszylinder, Viertakt |
| Hubraum               | 1971 cm³                       | 1971 cm³                       | 1971 cm³                       | 1971 cm³                       |
| Nennleistung          | 55 PS (40,5 kW)                | 55 PS (40,5 kW)                | 80 PS (58,8 kW)                | 80 PS (58,8 kW)                |
| Höchstgeschwindigkeit | ca. 125 km/h                   | ca. 125 km/h                   | ca. 140 km/h                   | ca. 140 km/h                   |
| Preis                 | 7500,– RM                      | 7450,– RM                      | 8130,– RM                      | 8100,– RM                      |
| Stückzahlen           | 1124                           | 179                            | 482                            | 86                             |
| Stückzahlen           | 1303 + 1 Chassis               | 1303 + 1 Chassis               | 568 + 1 Chassis                | 568 + 1 Chassis                |

## Stückzahlen
| Modell     | Jahr | Jahr | Jahr | Jahr | Jahr | Gesamt |
| Modell     | 1937 | 1938 | 1939 | 1940 | 1941 | Gesamt |
| ---------- | ---- | ---- | ---- | ---- | ---- | ------ |
| BMW 327    | 14   | 746  | 370  | 140  | 36   | 1.306  |
| BMW 327/28 |      | 132  | 427  | 10   |      | 569    |

## EMW 327

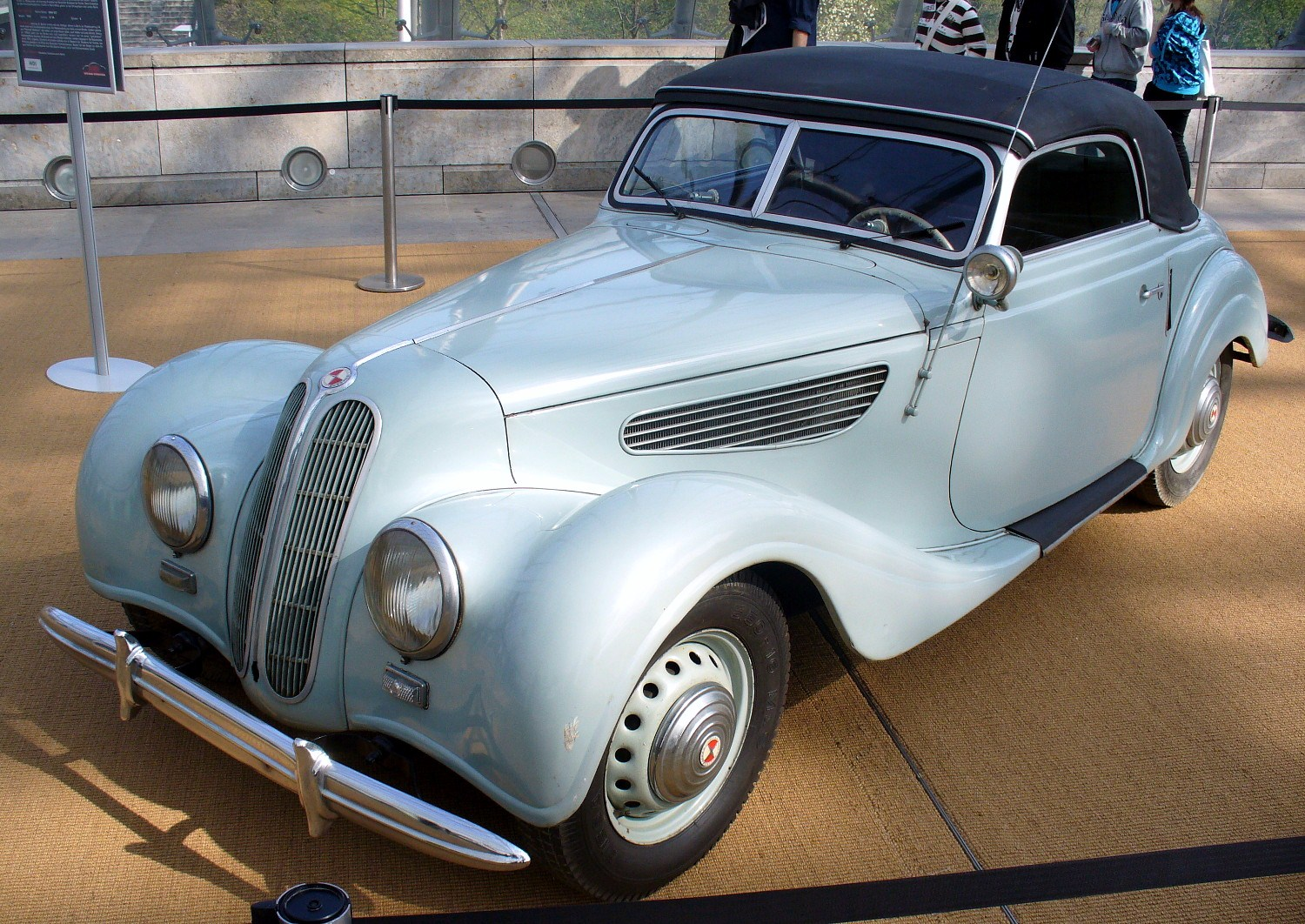
EMW 327 Cabriolet
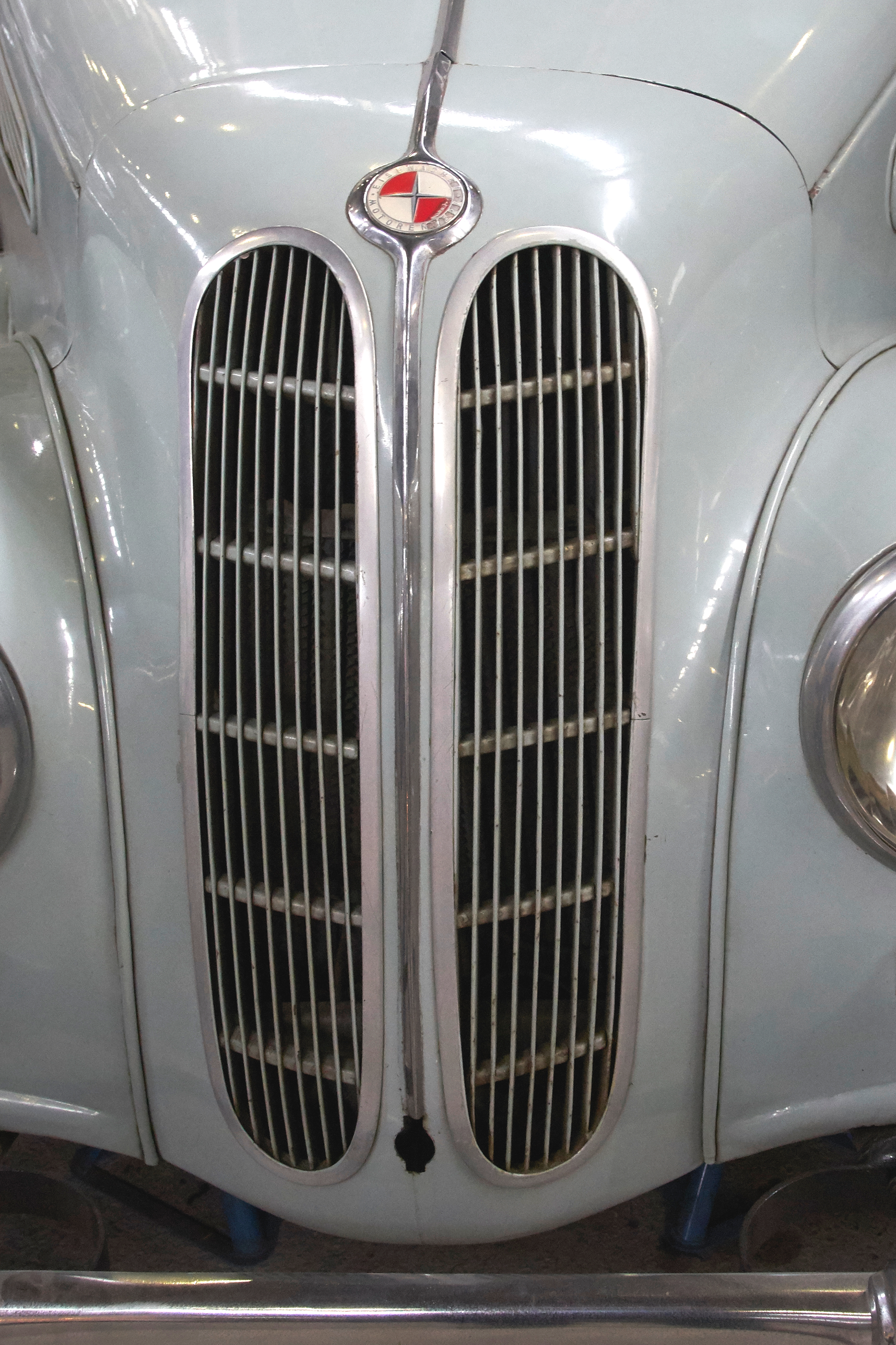
EMW 327 Front
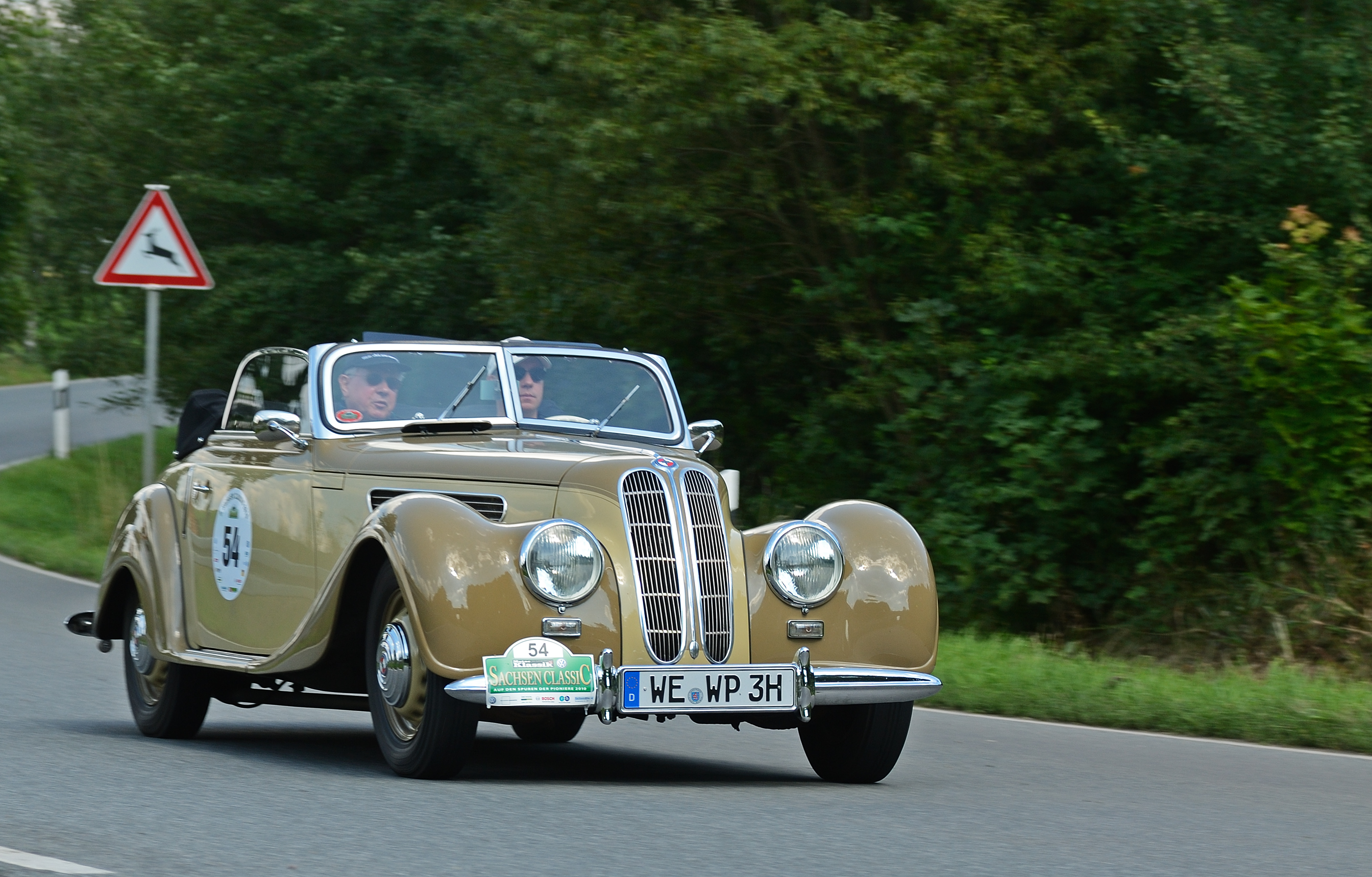
EMW 327/2 Cabriolet von 1954

In den Nachkriegsjahren wurde das zu 60 Prozent zerstörte Automobilwerk Eisenach wieder aufgebaut – zu Beginn unter sowjetischer Verwaltung, später als Betrieb des Industrieverbands Fahrzeugbau. Nach einem Rechtsstreit mit dem nunmehr westdeutschen BMW-Konzern kam es im Juni 1952 zur Umbenennung in Eisenacher Motorenwerk (EMW). Etwa zeitgleich wurde die Fertigung des Vorkriegs-327 als EMW 327 fast unverändert wieder aufgenommen.
Während der Produktion bei EMW wurde die Form der Motorhaube geändert, die ursprünglich in die Seitenteile des Vorderwagens hineinreichte und mit je einem Griff vorn links und rechts zu entriegeln war. Somit sind Fahrzeuge mit seitlich nicht heruntergezogener und von innen zu entriegelnder Motorhaube immer EMWs (kein Spalt unter den seitlichen Lüftungsgittern). Weiterhin wurde bei EMW eine Karosserie-Sicke über den Radläufen in die Kotflügel eingebracht. Vorkriegs-BMWs und aus Restbeständen montierte Nachkriegs-BMW/EMWs haben diese Sicke nicht. Außerdem wurde das modernisierte Armaturenbrett des EMW 340 sowie dessen Lenkrad mit Lenkradschaltung übernommen.
Die Produktion von EMW-327-Cabrios (unter der Bezeichnung EMW 327/2) wurde 1952 von Eisenach in das Karosseriewerk Dresden verlagert.
Das Werk in Eisenach lieferte hierfür weiterhin die Fahrgestelle und Motoren nach Dresden. Von 1952 bis 1955 wurden etwas mehr als 500 Stück gefertigt.
In den Jahren 1953 bis 1955 wurde zudem eine Coupé-Version des 327 (unter der Bezeichnung 327/3) in Handarbeit gefertigt. Am EMW-Coupé waren die Türen, im Gegensatz zum Vorkriegs-BMW Coupé, vorne angeschlagen. Es wurden, vornehmlich für den Export, 152 Exemplare gebaut.
Die meisten EMW 327 gingen in den Export. Die wenigen in der DDR verbliebenen Exemplare wurden an Funktionäre, Künstler, Wissenschaftler oder sonstige herausragende Persönlichkeiten verkauft. So waren sowohl Regisseur und Schriftsteller Bertolt Brecht als auch der Wissenschaftler und Überlebende des NS-Regimes Victor Klemperer Besitzer eines EMW 327 Coupé.

## Frazer-Nash BMW 327
Der englische Sportwagenhersteller Frazer-Nash übernahm 1935 das Verkaufsprogramm von BMW. Er importierte die Fahrzeuge zunächst, stellte sie aber von 1938 bis zur Übernahme durch Bristol im Juli 1945 für den britischen Markt in Lizenz selbst her. Der 327 glich bis auf die Rechtslenkung weitestgehend dem Vorkriegsmodell von BMW.

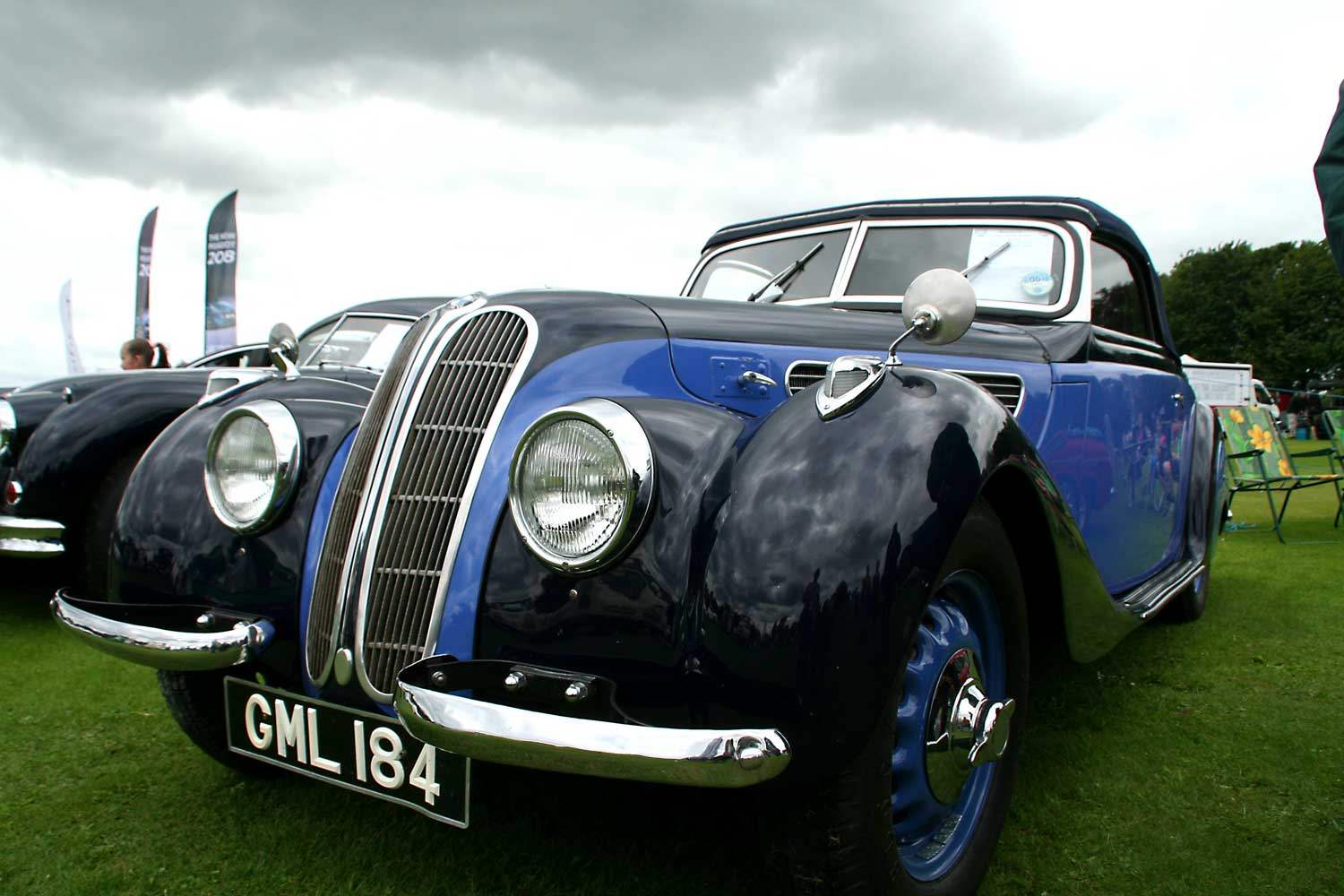
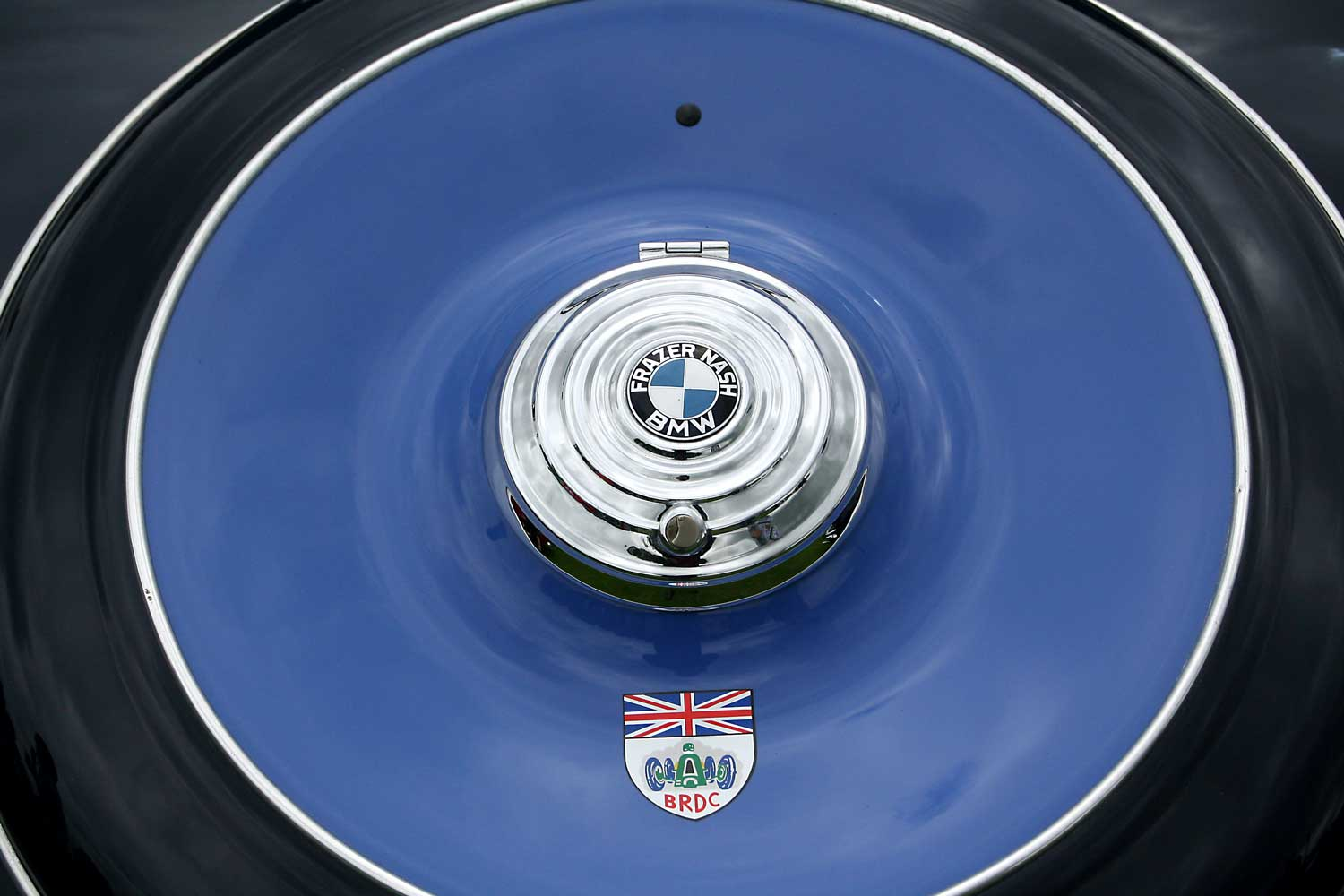
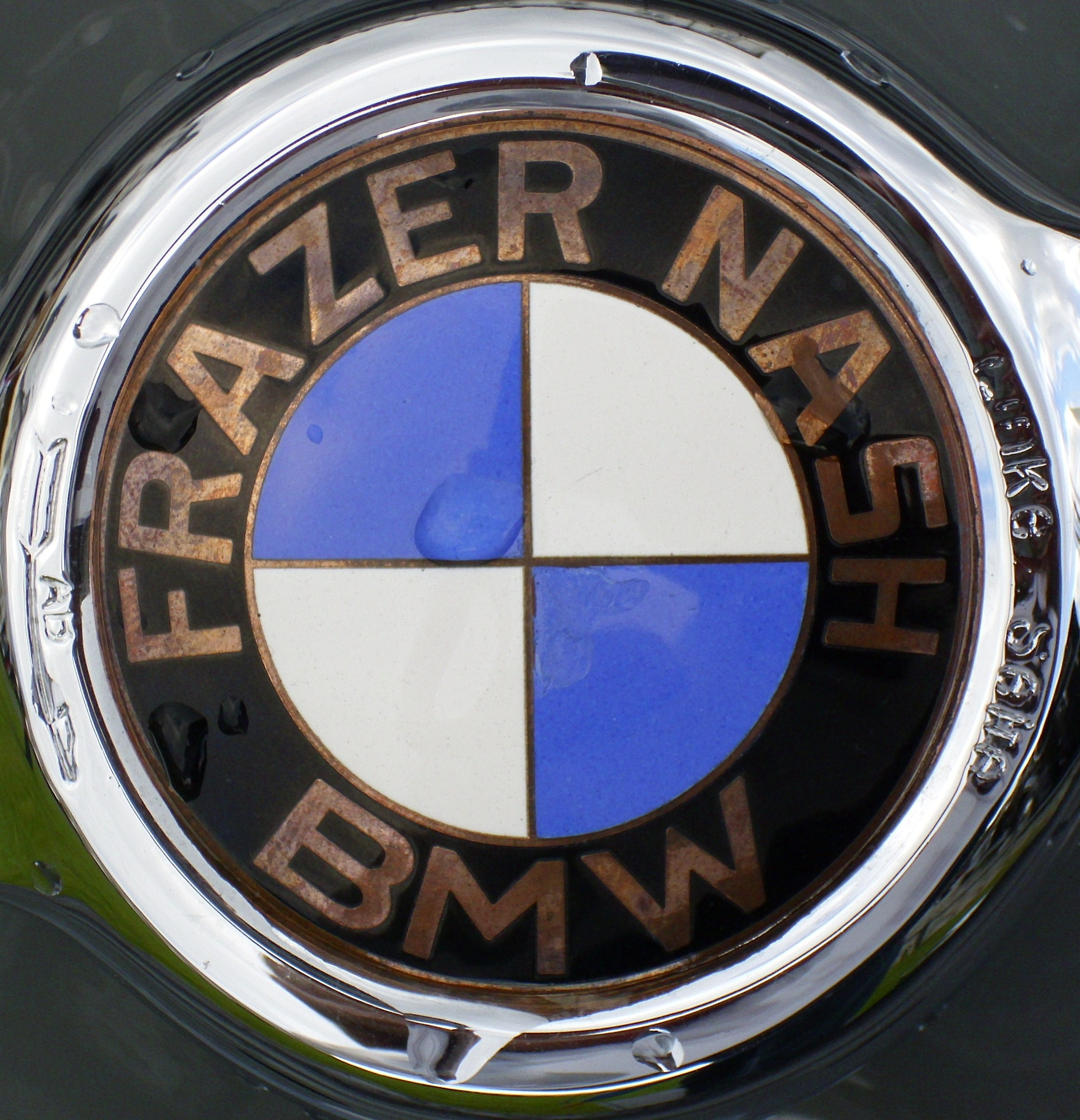

## Bristol 400

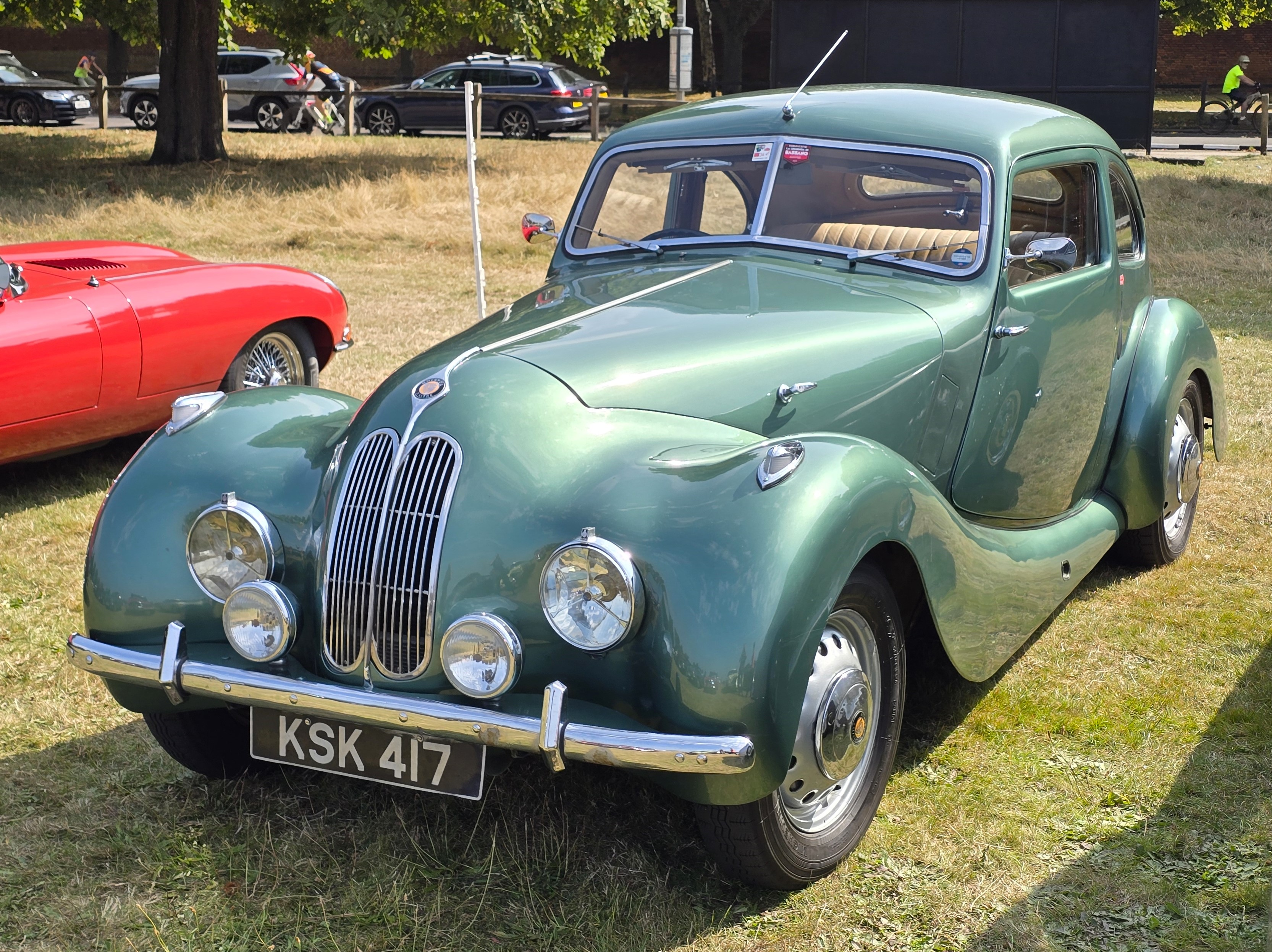
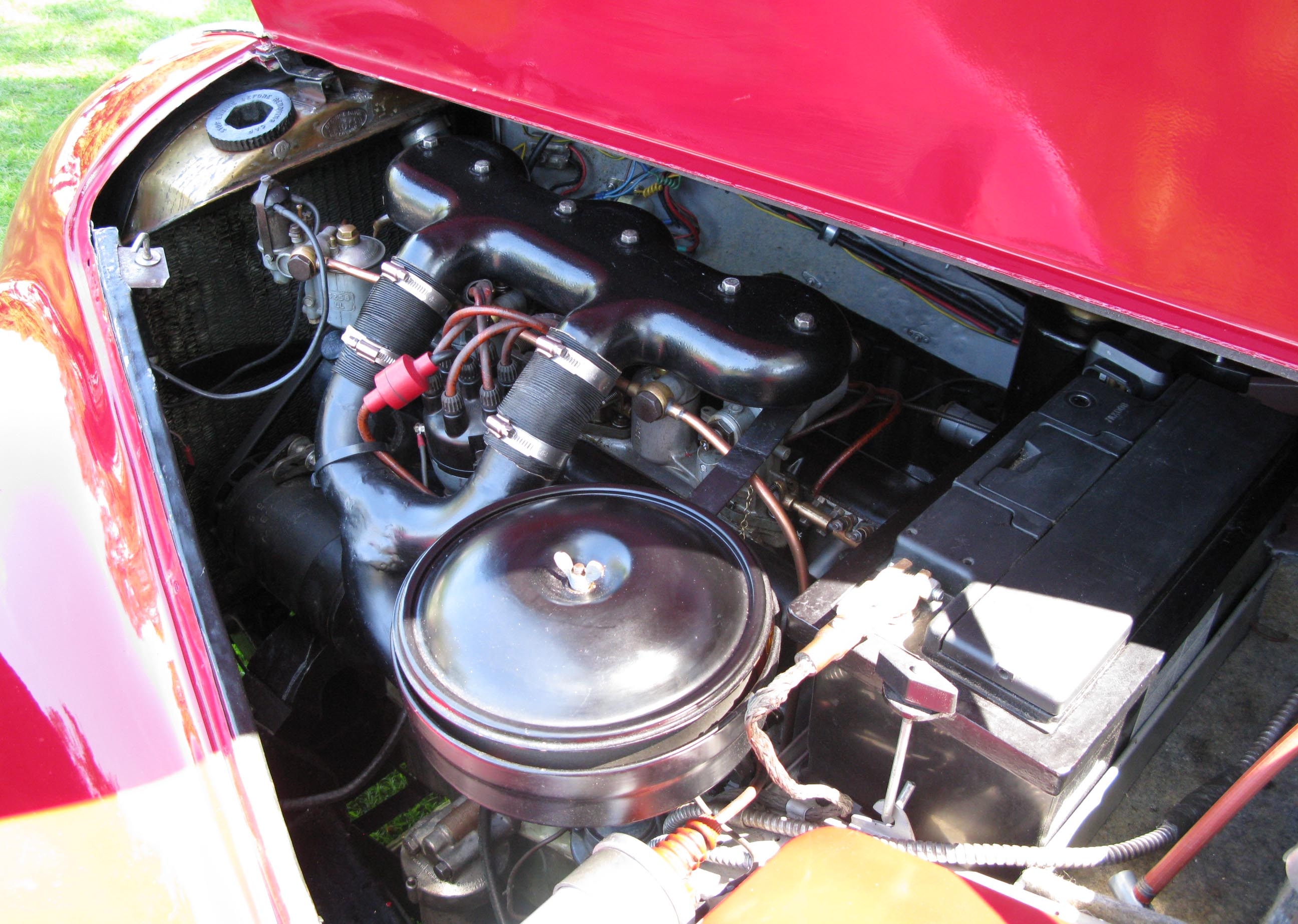
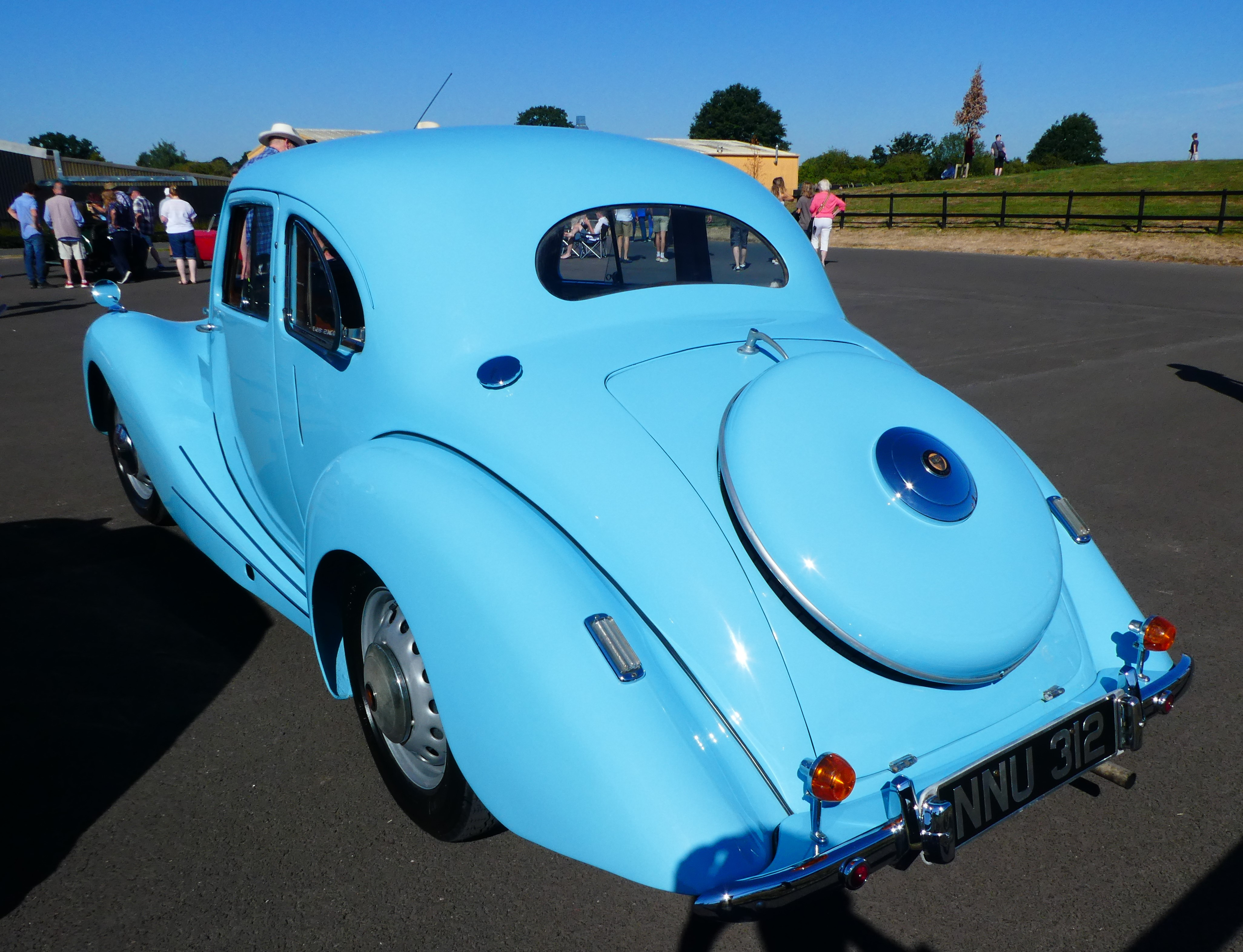

Nach dem Zweiten Weltkrieg wurde die Konstruktion des BMW 327 von der britischen Bristol Aeroplane Company durch den Erwerb von Frazer-Nash übernommen, die mit diesem Modell ihre Tätigkeit als Automobilhersteller aufnahmen. Das Unternehmen Bristol Cars produzierte und verkaufte das Fahrzeug mit einer eigenen, aber ähnlichen, Coupé-Karosserie ab 1947 unter der Bezeichnung Bristol 400. Das Triebwerk wurde in zahlreichen Abwandlungen im Bristol 406 bis 1961 verwendet und der in seiner Grundstruktur kaum veränderte Rahmen bildete noch das Gerüst des bis 2011 gebauten Blenheim.